# グルカ (企業)

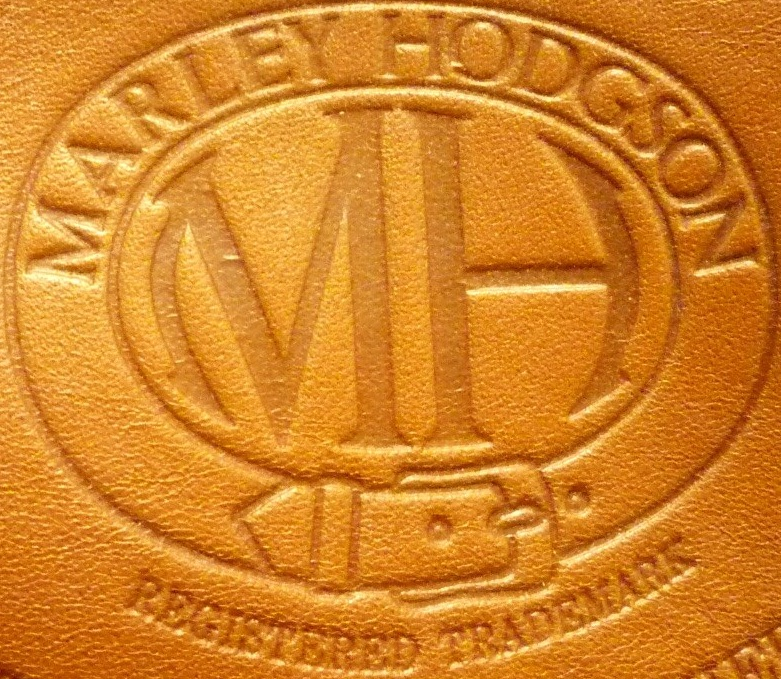
"MH"マーク時代のロゴ

グルカ (Ghurka) は、1975年にアメリカのコネチカット州でアメリカ人の皮革製品商マーリー・ホッジソン（Marley Hodgson）によって創業された鞄・革製品メーカーである。

## 概要
グルカという名は、ホッジソンが1973年にイギリスのエステート・セールで売られていたグルカ兵将校のブーツとベルトの頑丈さに感銘を受けて名付けたもの。
最初に製作された鞄には"No.1"という名前が付けられ、ホッジソンの娘にプレゼントされた。このため、最初に市販された6つのモデルには"No.2"からの番号が付けられている。これらの初期の番号が付されたモデルは、現在ではオリジナル・コレクションと呼ばれており、「グルカ」という名に違わぬ、シンプルなデザインと高い耐久性が特徴である。最も有名なモデルは、"No.5"の"The Examiner"である。
オリジナル・コレクションの各モデルには、それぞれオール・レザーと、ツイル地とレザーのコンビとの2種の素材のモデルが準備されている。また、レザーの色はチェスナット、ウォルナット及び黒があるが、最近ではほとんどのモデルでチェスナットのみとなっている。
製品に付されているロゴは、初期は創業者のイニシャルをかたどった"MH"マークだったが、その後、旗マークを経て、現在は交差する2本の象牙のマークとなっている。また、革の質感やツイル地の色合い等にも、時期によって微妙な違いがある。
日本では、以前髙島屋が取り扱っていたが、その後撤退ししばらく入手が困難な時期があった。近年、伊勢丹が取り扱いを開始しており、また、本社からインターネットで直接購入することも可能である。

## 代表作

No.2 The Express

- No.2 The Express
- No.5 The Examiner